# Минжон, Брюно
Брюно Минжон (фр. Bruno Mingeon, 7 сентября 1967, Бур-Сен-Морис, Франция) — французский бобслеист, пилот, выступавший за сборную Франции с 1988 года по 2006-й. Принимал участие в пяти зимних Олимпийских играх, бронзовый призёр Нагано, чемпион мира и Европы.

## Биография
Брюно Минжон родился 7 сентября 1967 года в коммуне Бур-Сен-Морис. С 1992 года начал заниматься бобслеем на профессиональном уровне и, показав неплохие результаты, был взят пилотом в национальную команду. Благодаря череде удачных выступлений отправился защищать честь Франции на Олимпийские игры в Альбервиль, тем не менее, добраться до призовых позиций их четвёрке не удалось: лишь восемнадцатое место. В 1994 году на Играх в Лиллехаммере Минжон вновь остался без призовых мест, финишировав со своим четырёхместным экипажем только шестнадцатым.
Наиболее результативной для спортсмена стала Олимпиада 1998 года в Нагано, где их четвёрка, возглавляемая тренером Иво Ферриано, завоевала бронзовую награду. Примечательно, что Минжон заключил пари с итальянцем Ферриано, что если команда взойдёт на подиум, тот пробежит по снегу в одних трусах. Франция взяла бронзу, и тренеру пришлось исполнить своё обещание. Двухместный экипаж, тоже пилотируемый Минжоном, проехал менее удачно, оказавшись на девятом месте.
На Олимпиаде 2002 года в Солт-Лейк-Сити Минжона вновь разгонял его давний партнёр Эммануэль Осташ, среди двоек команда заняла тринадцатое место, а среди четвёрок — пятое. Последними для Минжона стали Игры 2006 года в Турине, где он в паре со Стефаном Жалбертом выступил крайне неудачно: 21-е место в двойках и 19-е в четвёрках. По окончании соревнований француз принял решение завершить карьеру профессионального спортсмена.
Помимо всего прочего, в послужном списке Минжона золотая и бронзовая медали чемпионата мира, прошедшего в 1999 году в Кортина-д’Ампеццо. В 2000 году он победил на чемпионате Европы, а в 2002-м — удостоился серебряной награды этого первенства. 13 раз становился чемпионом Франции, неоднократно приезжал первым на различных этапах Кубка мира.